# 1789 en chimie
Cet article présente les faits marquants de l'année 1789 en chimie.

## Évènements
- Antoine Lavoisier publie Traité Élémentaire de Chimie, le premier livre de chimie moderne. Il présente un panorama complet de la chimie moderne (de cette époque), et inclut la première définition concise de la loi de conservation de la masse ; ce traité représente le début de la discipline connue sous le nom de Stœchiométrie[1],[2].
- Uranium découvert par Martin Heinrich Klaproth. D'après le nom de la planète Uranus[3],[4].
- Zirconium découvert par Martin Heinrich Klaproth. Nommé d'après le Zircon (minéral)[5],[4].
- Nicolas Leblanc met au point un procédé de préparation de la soude (carbonate de sodium)[6].
- Johan Gadolin, de l'université d'Åbo, identifie un nouvel oxyde ou "terre" dans l'échantillon de Carl Axel Arrhenius datant de 1787 que Arrhenius avait envoyé à plusieurs chimistes[7]. Il publie son analyse complète en 1794[8]. Il s'agit de l'Yttrium nommé ainsi d'après Ytterby (une ville de Suède)[9].

## Publication
- Lavoisier : Traité élémentaire de chimie. Il rassemble les principaux résultats de la révolution chimique qu'il a lui-même lancée[10].